# Station Newtonmore
Station Newtonmore ((en)  Newtonmore railway station) is een spoorwegstation van de National Rail in Newtonmore in Schotland aan de Highland Main Line. Het station is eigendom van Network Rail en wordt beheerd door ScotRail. 